# 喬伊斯 (愛荷華州)
喬伊斯（英語：Joice）是一個位於美國愛荷華州沃思縣的城市。

## 地理
喬伊斯的座標為43°21′48″N 93°27′21″W / 43.36333°N 93.45583°W，而該地的平均海拔高度為385米（即1263英尺）。

## 人口
根據2010年美國人口普查的數據，喬伊斯的面積為2.59平方千米，當中陸地面積為2.59平方千米，而水域面積為0.00平方千米。當地共有人口222人，而人口密度為每平方千米85人。